# Gemeentehuis van Schaarbeek

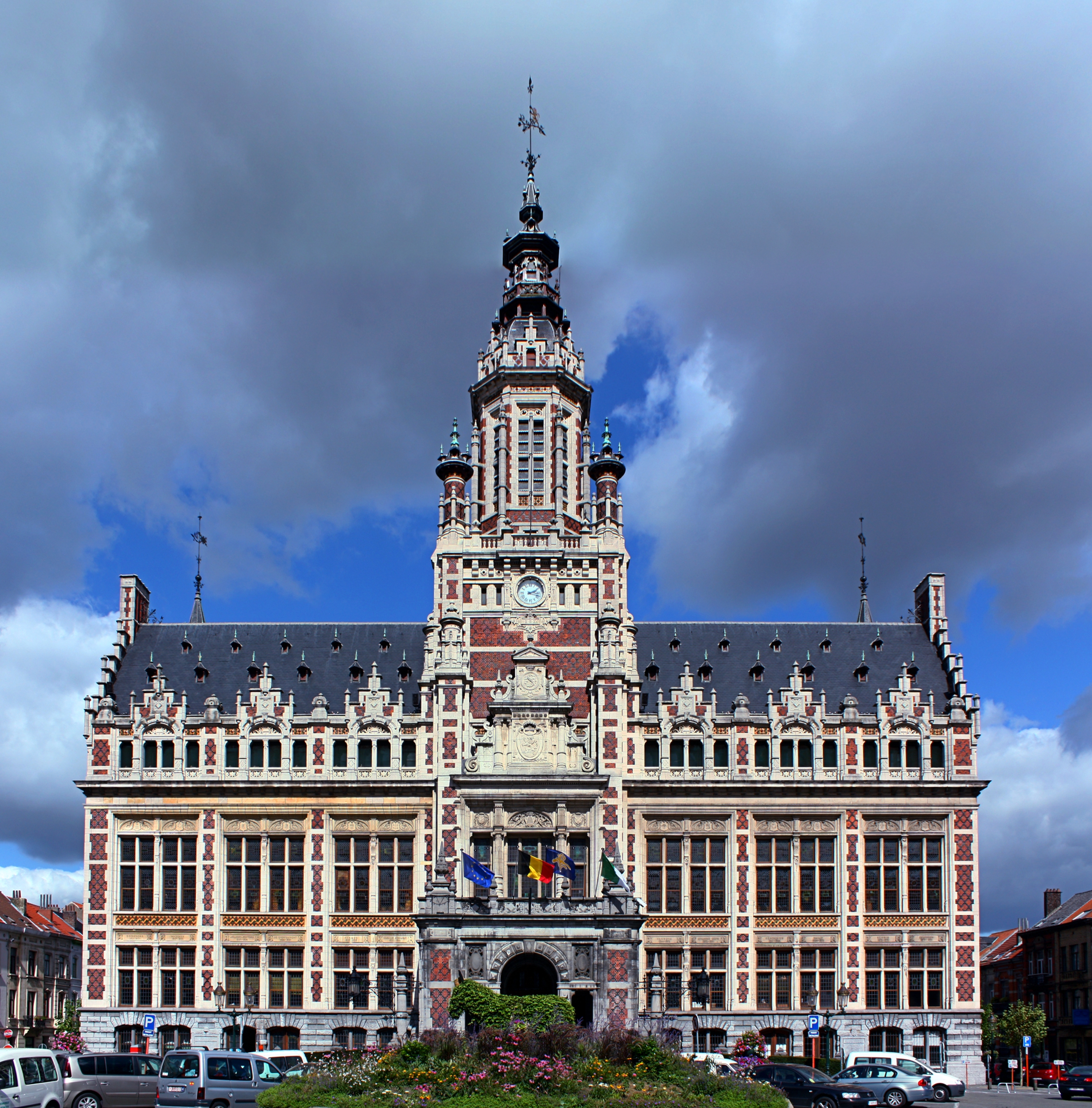
Voorgevel

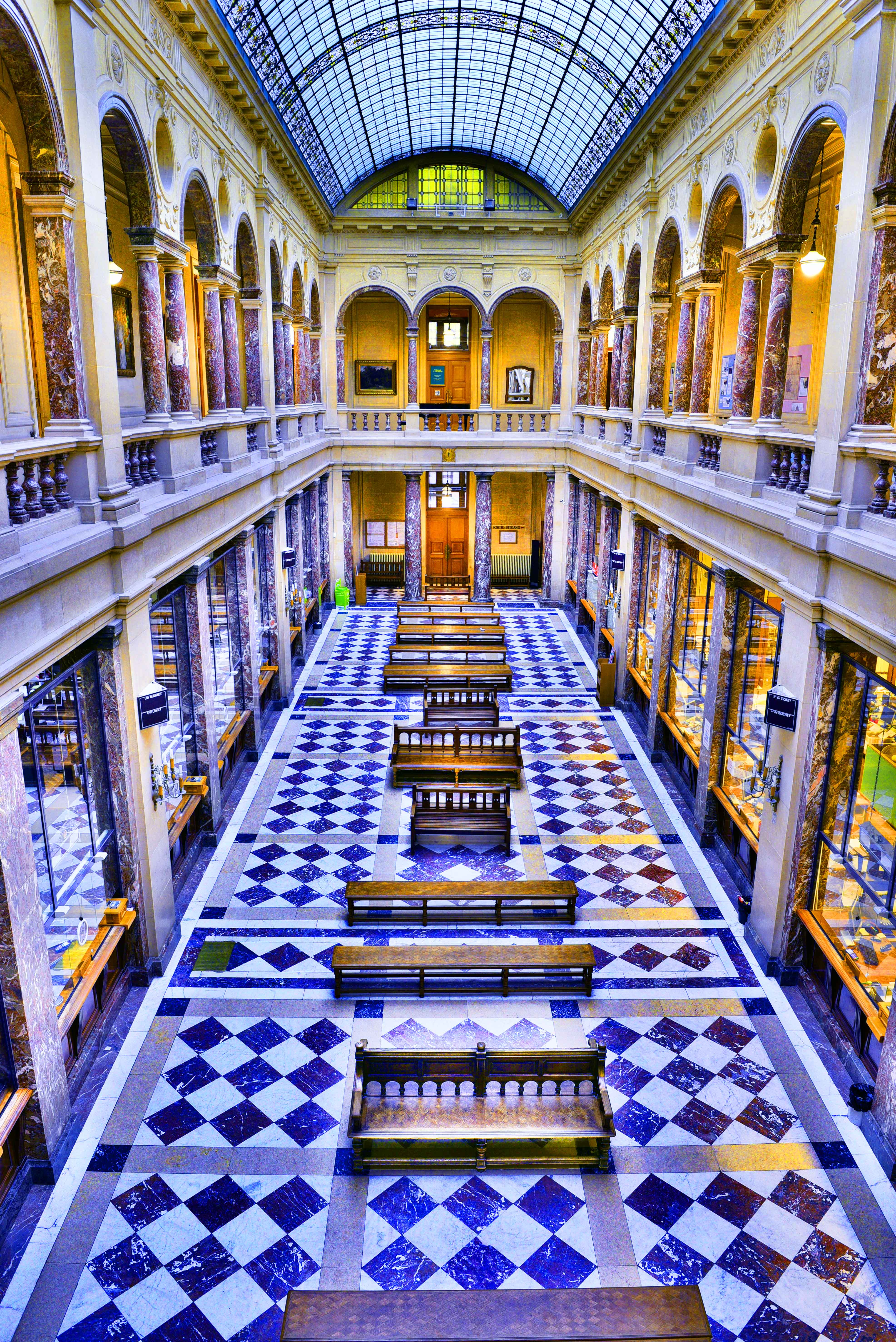
Lokettenzaal

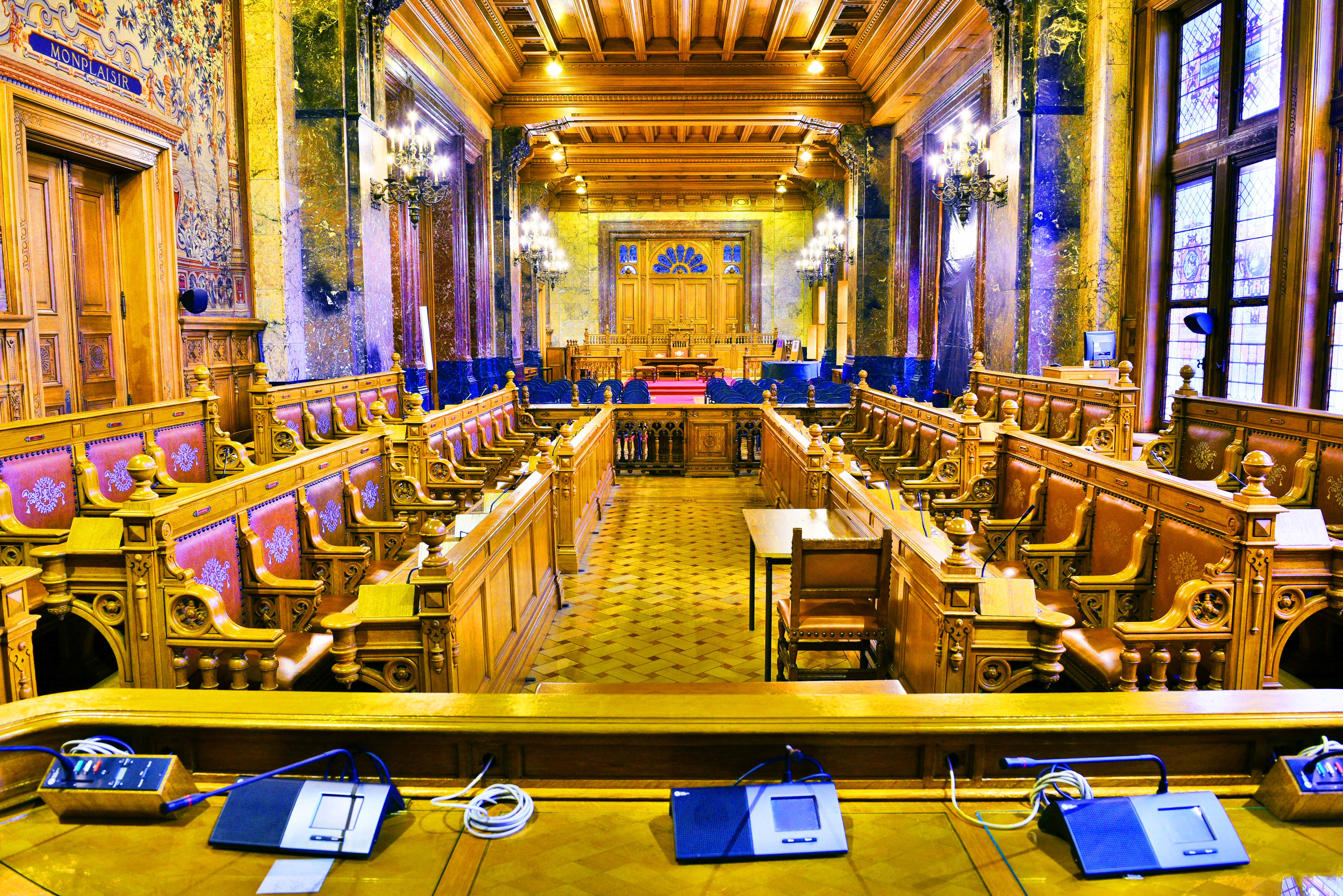
Raadszaal

Het gemeentehuis van Schaarbeek (Frans: Hôtel communal de Schaerbeek) is een gebouw dat dient als de zetel van het gemeentebestuur van de Belgische gemeente Schaarbeek in het Brussels Hoofdstedelijk Gewest. Het gebouw staat aan het Colignonplein.

## Geschiedenis
Het werd opgetrokken op een plek genaamd "den berg van de krumme trien", toen nog helemaal buiten de stad, nu het Colignonplein.  Het gebouw in Italiaans-Vlaamse neorenaissancestijl heeft een 65 meter hoge toren en werd ontworpen door architect Jules Van Ysendyck (1836-1901), die de door de gemeente georganiseerde wedstrijd won. Drijvende kracht achter de bouw van het gemeentehuis was de toenmalige burgemeester van de gemeente, Achille Colignon, naar wie nadien ook het plein waarop het gemeentehuis werd gebouw werd vernoemd. De eerste steen werd gelegd op 15 maart 1885, waarop het gebouw op 21 juli 1887 — de nationale feestdag — werd ingehuldigd door koning Leopold II van België. 
In de nacht van 16 op 17 april 1911 werd het gebouw gedeeltelijk vernield door een waarschijnlijk met opzet aangestoken brand. Maurice Van Ysendyck, zoon van de eerste architect, werd belast met de wederopbouw, die aanving in 1912 en duurde tot 1915. Hij gebruikte de plannen van zijn vader en bouwde de U-vorm toe met een uitbreiding in Italiaanse neogotiek. Hoewel het gemeentehuis al opnieuw in gebruik werd genomen op 1 oktober 1915, was het pas na de Eerste Wereldoorlog in 1919 dat, in aanwezigheid van koning Albert I en koningin Astrid, de plechtige inhuldiging kon plaatsvinden.
Het gemeentehuis werd op 13 april 1995 bij Koninklijk Besluit geklasseerd als onroerend erfgoed.

## Interieur
Binnen is het gemeentehuis rijk aangekleed met sculpturen en houtwerk. Glasramen van onder meer Louis de Contini, Charles Baes en Colpaert vertellen de geschiedenis van Schaarbeek. Werk van lokale kunstenaars als Eugène Verboeckhoven (1798-1881), Alfred Verwée (1838-1914), Joseph Coosemans (1828-1904) en Herman Richir (1866-1942) is aanwezig in de gangen en kantoren.

## Kunstcollectie
Op de tweede verdieping van het gemeentehuis was tot 1921 een kunstmuseum gevestigd. Ook na de sluiting ervan werden nog aankopen verricht, onder impuls van de Cercle royal artistique de Schaerbeek. De meer dan 1700 stukken in de collectie bevinden zich doorgaans nog steeds in het gemeentehuis, vaak in niet-publieke ruimten.

## Wetenswaardig
Op 2 juni 1976 liet regeringscommissaris Walter Ganshof van der Meersch de deur van de gemeentehuis met de bijl open hakken om de eentalige borden weg te nemen en een einde te maken aan de Lokettenkwestie.